# Lactuca pancicii
Lactuca pancicii là một loài thực vật có hoa trong họ Cúc. Loài này được (Vis.) N.Kilian & Greuter mô tả khoa học đầu tiên năm 2003.